# Yaycı (Iğdır)
Yaycı is een dorp in het district Iğdır van de provincie Iğdır in Oost-Anatolië, Turkije.

## Geschiedenis
Yaycı is een van de 21 moslimdorpen rond Iğdır, die door Armeense bendes werden bestormd in augustus 1919. De Armeniërs doodden de mannen die ze gevangen hadden genomen en verkrachtten de vrouwen. Op 17 september 1919 slachtten de Armeniërs een deel van de bevolking van het dorp af, net als in de nabijgelegen dorpen Oba en Küllük.
Het dorp ligt in het district Iğdır. In 1934 werd Iğdır ingedeeld bij de provincie Kars, om daar in juni 1992 weer van te worden gescheiden.

## Demografie
In 2021 had het dorp een bevolkingsaantal van 807. De etnische samenstelling van het dorp is Azerbeidzjaans. In 1886 had het dorp een inwoneraantal van 1.104.

## Ligging
Het dorp ligt op 5 kilometer afstand van het stadscentrum van Iğdır.

## Bekende personen
Voetballer Kaan Ayhan heeft roots in Yaycı van zijn vaderskant.